# Флаг Ярославской области
Флаг Яросла́вской области — официальный символ Ярославской области Российской Федерации.
Флаг утверждён 27 февраля 2001 года и внесён в Государственный геральдический регистр Российской Федерации с присвоением регистрационного номера 848.

## Описание
«Флаг Ярославской области представляет собой прямоугольное полотнище жёлтого цвета с соотношением ширины к длине 2:3, в центре которого — изображение идущего на задних лапах к древку медведя чёрного цвета, держащего левой лапой на левом плече секиру белого цвета с древком красного цвета.
Оборотная сторона флага является зеркальным отображением его лицевой стороны».

## История

Заготовка для флага Ярославской области. 1998 год.

Разработка флага началась 31 октября 1997 года с выхода Постановления губернатора Ярославской области «О проведении конкурса на лучший проект государственной символики Ярославской области».
15 июля 1998 года вышло второе Постановление губернатора Ярославской области «О проведении конкурса на лучшее графическое изображение герба, государственного гербового штандарта и флага Ярославской области». В приложение к нему предусматривалось вести разработку флага в строгом соответствии с нижеприведённым описанием:

Прямоугольное полотнище из трёх равновеликих горизонтальных полос, верхней — белого, средней — жёлтого, нижней — тёмно-зелёного цвета. Отношение ширины флага к его длине — 2:3.

В связи с таким ограничением, варианты флага различались местом и размером изображения исторической гербовой фигуры Ярославской земли — медведя с секирой.
Несмотря на это положение, 27 февраля 2001 года Государственной Думой Ярославской области принят закон «О гербе и флаге Ярославской области», установивший герб и флаг Ярославской области, их описание и порядок официального использования. Медведь с флага Ярославской области в точности соответствует медведю с герба Ярославской области и расположен на том же фоне. Описание флага гласило:

Флаг Ярославской области представляет собой прямоугольное полотнище жёлтого цвета с соотношением ширины к длине 2:3. В центре его изображение чёрного восстающего медведя, держащего левой лапой на левом плече серебряную секиру с червлёным (красным) древком.

Законом Ярославской области от 30 июня 2011 года № 20-з «Об официальных символах Ярославской области» предыдущий закон с изменениями был признан утратившим силу и утверждено новое (ныне действующее) описание флага Ярославской области. Данный закон вступил в силу 6 августа 2011 года, через 30 дней после опубликования в газете «Документ-Регион» от 6 июля 2011 года.

## Флаги муниципальных образований
На 1 января 2020 года в Ярославской области насчитывалось 96 муниципальных образований — 3 городских округа, 16 муниципальных районов, 10 городских и 67 сельских поселений.

### Флаги городских округов
| Флаг | Наименование                                      | Дата утверждения          | Номер в ГГР |
| ---- | ------------------------------------------------- | ------------------------- | ----------- |
|      | Флаг городского округа город Ярославль            | 22 мая 1996               |             |
|      | Флаг городского округа город Переславль-Залесский | 7 февраля 2002            | 941         |
|      | Флаг городского округа город Рыбинск              | 17 июля 2001 22 июня 2006 | 982         |

### Флаги муниципальных районов
| Флаг       | Наименование                                | Дата утверждения            | Номер в ГГР |
| ---------- | ------------------------------------------- | --------------------------- | ----------- |
|            | Флаг Большесельского муниципального района  | 24 февраля 2011             | 6710        |
|            | Флаг Борисоглебского муниципального района  | 12 октября 1999             | 576         |
| нет данных | Флаг Брейтовского муниципального района     |                             |             |
|            | Флаг Гаврилов-Ямского муниципального района | 24 октября 2002             | 1194        |
|            | Флаг Даниловского муниципального района     | 5 марта 2009                | 4836        |
|            | Флаг Любимского муниципального района       | 4 апреля 2013               | 8504        |
|            | Флаг Мышкинского муниципального района      | 30 мая 2002 28 декабря 2006 |             |
|            | Флаг Некоузского муниципального района      | 29 мая 2008                 |             |
|            | Флаг Некрасовского муниципального района    | 26 мая 2005                 | 1918        |

| Флаг       | Наименование                             | Дата утверждения                | Номер в ГГР |
| ---------- | ---------------------------------------- | ------------------------------- | ----------- |
|            | Флаг Первомайского муниципального района | 18 августа 2016                 | 11128       |
|            | Флаг Переславского муниципального района | 12 июля 2007                    | 3548        |
|            | Флаг Пошехонского муниципального района  | 24 августа 2000 27 апреля 2006  |             |
|            | Флаг Ростовского муниципального района   | 28 ноября 2006                  | 2892        |
|            | Флаг Рыбинского муниципального района    | 29 января 2009                  | 4672        |
| нет данных | Флаг Тутаевского муниципального района   |                                 |             |
|            | Флаг Угличского муниципального района    | 31 марта 1999                   | 507         |
|            | Флаг Ярославского муниципального района  | 20 декабря 2002 20 октября 2005 | 1152        |

### Флаги городских поселений
| Флаг | Наименование                                                                 | Дата утверждения | Номер в ГГР |
| ---- | ---------------------------------------------------------------------------- | ---------------- | ----------- |
|      | Флаг городского поселения Гаврилов-Ям Гаврилов-Ямского муниципального района | 29 апреля 2008   | 4049        |
|      | Флаг городского поселения Данилов Даниловского муниципального района         | 24 мая 2007      | 3422        |
|      | Флаг городского поселения Мышкин Мышкинского муниципального района           | 20 февраля 2007  |             |

| Флаг | Наименование                                                       | Дата утверждения              | Номер в ГГР |
| ---- | ------------------------------------------------------------------ | ----------------------------- | ----------- |
|      | Флаг городского поселения Ростов Ростовского муниципального района | 27 декабря 2001 9 ноября 2006 | 881         |
|      | Флаг городского поселения Углич Угличского муниципального района   | 31 марта 1999 9 ноября 2006   | 507         |

### Флаги сельских поселений
| Флаг | Наименование                                                                | Дата утверждения | Номер в ГГР |
| ---- | --------------------------------------------------------------------------- | ---------------- | ----------- |
|      | Флаг Ивняковского сельского поселения Ярославского муниципального района    | 28 мая 2008      | 4051        |
|      | Флаг Карабихского сельского поселения Ярославского муниципального района    | 24 декабря 2019  | 12961       |
|      | Флаг Кузнечихинского сельского поселения Ярославского муниципального района | 14 ноября 2019   | 12963       |

| Флаг | Наименование                                                           | Дата утверждения | Номер в ГГР |
| ---- | ---------------------------------------------------------------------- | ---------------- | ----------- |
|      | Флаг сельского поселения Петровское Ростовского муниципального района  | 26 сентября 2006 | 2546        |
|      | Флаг сельского поселения Семибратово Ростовского муниципального района | 25 января 2008   | 3910        |

### Упразднённые флаги
| Флаг | Наименование                               | Дата утверждения | Дата отмены     |
| ---- | ------------------------------------------ | ---------------- | --------------- |
|      | Флаг Большесельского муниципального района | 26 марта 2009    | 24 февраля 2011 |
|      | Флаг Любимского муниципального района      | 27 сентября 2011 | 4 апреля 2013   |

| Флаг | Наименование                                                           | Дата утверждения | Дата отмены    |
| ---- | ---------------------------------------------------------------------- | ---------------- | -------------- |
|      | Флаг Рыбинского муниципального района                                  | 24 апреля 2008   | 29 января 2009 |
|      | Флаг сельского поселения Семибратово Ростовского муниципального района | 28 июня 2007     | 25 января 2008 |